# Told in Colorado
Pour plus de détails, voir Fiche technique et Distribution.
Told in Colorado est un film muet américain réalisé par Joseph A. Golden et sorti en 1911.

## Fiche technique
- Réalisation : Joseph A. Golden
- Scénario : Joseph A. Golden
- Production : William Selig
- Durée : 10 minutes
- Date de sortie :  États-Unis : 10 octobre 1911

## Distribution
- William Duncan : John Hunter
- Thomas Carrigan : Percy DeYoung
- Myrtle Stedman : Edythe Bellaires
- Kate Dawson : la fiancée de l'Ouest
- Otis Thayer : Papa Bellaires
- Tom Mix : Bill Higgins
- Olive Mix